# Party Never Ends
Party Never Ends é o terceiro álbum de estúdio gravado pela cantora romena Inna , lançado em 4 de março de 2013 pela Roton.
A cantora colaborou com vários produtores, incluindo DJ Frank E, Orange Factory, Steve Mac, Lucas Secon, DJ Smash e Play & Win. 
Party Never Ends foi descrito como um álbum dance com influências que vão desde o hip hop e house music até electropop , salsa e dubstep.
Sete canções do álbum foram lançadas como singles, incluindo "More than Friends", que alcançou sucesso comercial em vários países europeus. 
Além disso, cinco singles promocionais também foram disponibilizados. Para promover o álbum, Inna embarcou em turnês pelo México e Estados Unidos e 
apareceu em vários programas de televisão e estações de rádio. Seus figurinos foram inspirados na cultura mexicana e na pintora mexicana Frida Kahlo.
O álbum não funcionou tão bem nas paradas de música, especialmente devido ao fato de só ser lançado em alguns países. 

## Antecedentes e Lançamento
As músicas para Party Never Ends foram gravadas em Londres, México, Bucareste, Copenhague e Los Angeles, 
enquanto os produtores incluem: Steve Mac, DJ Frank E, Play & Win, SoFly e Nius, Lucas Secon, The Insomniax, Thomas Troelsen, Orange Factory, Shermanology, 
Ina Wroldsen, Wayne Hector e Ameerah. A capa, que retrata uma Inna de topless se abraçando, foi criada por Khaled Mokhtar, 
enquanto a fotografia foi feita por Gabi Hirit. A edição deluxe de Party Never Ends contém o single "Be My Lover", 
enquanto a edição romena inclui o single promocional "Spre Mare" e sua colaboração com o grupo moldavo Carla's Dreams, intutulada "POHUI". 
Uma prensagem americana do álbum, distribuído pela Atlantic Records em 14 de outubro de 2014, inclui os singles "Cola Song" e "Good Time",
Em 2020, a intérprete lançou a edição completa do álbum pelo SoundCloud, que inclui as músicas "Everybody", com DJ Bobo , e "Oare".

## Singles
"Caliente" foi lançado como o single principal do Party Never Ends em 4 de maio de 2012, alcançando o top 100 nas paradas italiana e romena. 
Em seguida foi lançado "Tu și eu" em 12 de junho e sua versão internacional "Crazy Sexy Wild" em 14 de setembro de 2012.
A primeira versão alcançou a posição cinco no Airplay 100 da Romênia, enquanto o último alcançou o top 50 no Japão. 
O próximo lançamento, "Inndia" em colaboração com o trio romeno Play & Win, alcançou o top 10 no país natal de Inna. 
"More Than Friends", o quinto single do álbum, contou com a participação do artista porto-riquenho Daddy Yankee  e alcançou o top 40 na Romênia, Eslováquia, Espanha e na parada de dança polonesa. Recebeu a certificação de platina pela Associação de Produtores de Fonógrafos da Venezuela (APFV) após vender 
10.000 unidades na Venezuela, enquanto na Espanha obteve a certificação de ouro digital pela PROMUSICAE , após ter gerado quatro milhões de downloads naquele país. 
Pouco depois, os dois últimos singles de Party Never Ends foram lançados: "Be My Lover" em 26 de julho e "In Your Eyes" em 3 de dezembro de 2013 com menor sucessonas paradas.

## Faixas
| Party Never Ends — Versão Internacional |                                        |                                                                                                 |                                             |         |  |
| N.º                                     | Título                                 | Compositor(es)                                                                                  | Produtor(es)                                | Duração |  |
| 1.                                      | "In Your Eyes"                         | Steve Mac Ina Wroldsen                                                                          | Mac                                         | 2:45    |  |
| 2.                                      | "We Like to Party"                     | Wayne Hector Wroldsen                                                                           | Sebastian Barac Radu Bolfea Marcel Botezan  | 3:50    |  |
| 3.                                      | "More than Friends (com Daddy Yankee)" | Justin Franks Tierce Person Thomas Troelsen                                                     | DJ Frank E Person                           | 3:57    |  |
| 4.                                      | "Fall in Love/Lie"                     | Elena Alexandra Apostoleanu Kingsley Brown Penny Elizabeth Foster Andrei Prodan Claudiu Ursache | Vlad Lucan                                  | 3:56    |  |
| 5.                                      | "Shining Star"                         | Andy Shearman Dorothy Shearman Leon Shearman                                                    | Barac Bolfea Botezan                        | 2:50    |  |
| 6.                                      | "Take Me Down to Mexico"               | Sameer Agrawal Keith Hetrick Aimée Proal                                                        | Sameer Agrawal Emile Ghantous Keith Hetrick | 4:08    |  |
| 7.                                      | "Famous"                               | Apostoleanu Ameerah Roelants Khaled Rohaim Jeremy Skaller                                       | Orange Factory                              | 3:30    |  |
| 8.                                      | "Take It Off"                          | Don McLean Lucas Secon                                                                          | Secon                                       | 3:28    |  |
| 9.                                      | "Tonight"                              | Troelsen Secon                                                                                  | DJ Smash Secon                              | 3:41    |  |
| 10.                                     | "J'adore"                              | Wroldsen                                                                                        | Barac Bolfea Botezan                        | 3:15    |  |
| 11.                                     | "Caliente"                             | Apostoleanu                                                                                     | Barac Bolfea Botezan                        | 3:21    |  |
| 12.                                     | "Crazy Sexy Wild"                      | Apostoleanu Kimberly Cole Henri Lanz Will Rappaport                                             | Barac Bolfea Botezan                        | 3:06    |  |
| 13.                                     | "Inndia (com Play & Win)"              | Barac Bolfea Botezan Joddie Connor                                                              | Barac Bolfea Botezan                        | 3:34    |  |
| 14.                                     | "Ok"                                   | Apostoleanu Barac Bolfea Botezan                                                                | Barac Bolfea Botezan                        | 3:22    |  |
| 15.                                     | "Live Your Life"                       | Barac Bolfea Botezan Shahmir Yasmin                                                             | Barac Bolfea Botezan                        | 3:07    |  |
| 16.                                     | "Party Never Ends"                     | A. Shearman D. Shearman L. Shearman                                                             | Barac Bolfea Botezan                        | 3:12    |  |
| Duração total:                          | Duração total:                         | Duração total:                                                                                  | Duração total:                              | 55:11   |  |

## Desempenho nas tabelas musicais
| Chart             | Posição |
| ----------------- | ------- |
| Japão (Oricon)    | 88      |
| México (AMPROFON) | 10      |

## Histórico de Lançamento
| Região         | Data                  | Formato          | Gravadora                |
| -------------- | --------------------- | ---------------- | ------------------------ |
| Romênia        | 4 de março de 2013    | Download digital | Roton                    |
| Romênia        | 26 de março de 2013   | CD               | Global • Roton           |
| México         | 26 de março de 2013   | CD               | Mucha Más Música • Roton |
| Polônia        | 26 de março de 2013   | CD               | Magic                    |
| Rússia         | 2013                  | CD               | Art Optimum              |
| Sérvia         | 2013                  | CD               | Mascom                   |
| Reino Unido    | 28 de julho de 2013   | Download digital | 3Beat                    |
| Estados Unidos | 14 de outubro de 2014 | Download digital | Atlantic                 |